# 1847 w literaturze
Wydarzenia literackie w 1847 roku.

## Nowe książki
- polskie
  - Dzień dzisiejszy – Zygmunt Krasiński
  - Halka – Włodzimierza Wolskiego (libretto)
  - Kollokacja – Józef Korzeniowski
  - Król-Dóch (I rapsod) – Juliusz Słowacki
  - Skargi Jeremiego (poezje) – Kornel Ujejski
- zagraniczne
  - Hans Christian Andersen
    - Stara latarnia[1][2]
    - Sąsiedzi[1][2]
    - Igła do cerowania[1][2]
    - Mały Tuk[1][2]
    - Cień[1][2]

  - Agnes Grey – Anne Brontë
  - Dziwne losy Jane Eyre (Jane Eyre) – Charlotte Brontë
  - Ewangelina (Evangeline: a Tale of Acadie) – Henry Wadsworth Longfellow
  - Omoo – Herman Melville
  - Wichrowe Wzgórza (Wuthering Heights) – Emily Brontë
  - Górski wieniec (Gorski vijenac) – Piotr II Petrowić-Niegosz

## Urodzili się
- 6 stycznia – Milovan Glišić, serbski dramaturg, pisarz, teoretyk literacki (zm. 1908)
- 16 stycznia – Kálmán Mikszáth, węgierski pisarz i dziennikarz (zm. 1910)
- 27 stycznia – Ella Maria Dietz Clymer, amerykańska poetka i aktorka (zm. 1920)
- 10 marca – Stanisław Dobrzański, polski komediopisarz (zm. 1880)
- 7 kwietnia – Jens Peter Jacobsen, duński pisarz (zm. 1885)
- 10 kwietnia – Joseph Pulitzer, amerykański dziennikarz i wydawca gazet (zm. 1911)
- 26 maja – Edgar Fawcett, amerykański poeta i prozaik (zm. 1904)
- 20 sierpnia – Bolesław Prus (właściwie Aleksander Głowacki), pisarz, publicysta i dziennikarz (zm. 1912)
- 11 września – John Boyd Thacher, amerykański polityk i pisarz, biograf Krzysztofa Kolumba (zm. 1909)
- 1 października – Annie Besant, angielska pisarka, teozofka, feministka (zm. 1933)
- 8 listopada – Bram Stoker, irlandzki pisarz (zm. 1912)
- 18 listopada – Eliška Krásnohorská, czeska feministka, pisarka, poetka i krytyczka literacka (zm. 1926)
- 17 grudnia – Émile Faguet, francuski pisarz i krytyk literacki (zm. 1916)

## Zmarli
- 12 stycznia – Erik Gustaf Geijer, szwedzki historyk, poeta, polityk, kompozytor (ur. 1783)
- 16 września – Grace Aguilar, brytyjska poetka, powieściopisarka i tłumaczka (ur. 1816)
- 14 lipca – Antoni Hlebowicz, polski publicysta (ur. 1801)
- 23 sierpnia – Jan Czeczot, polski poeta, tłumacz, etnograf, przyjaciel Adama Mickiewicza, sekretarz Towarzystwa Filomatycznego (ur. 1796)
- 14 listopada – Josef Jungmann, czeski pisarz, językoznawca, leksykograf i tłumacz (ur. 1773)
- 9 grudnia – Ludwik Adam Dmuszewski, polski dramatopisarz (ur. 1777)